# Rudolf Schabus
Rudolf Schabus (* 11. September 1954 in Hermagor; † 23. September 2024 in Wien) war ein österreichischer Sporttraumatologe und Unfallmediziner. Er war Teamarzt des österreichischen Tennisverbands und Betreuer des österreichischen Davis-Cup-Teams.

## Werdegang
Nach Medizinstudium und Promotion an der Universität Wien absolvierte Rudolf Schabus von 1979 bis 1985 seine Facharztausbildung für Unfallchirurgie an der Universitätsklinik Wien. 1988 habilitierte er sich mit dem Thema „Die Bedeutung der Rekonstruktion des vorderen Kreuzbandes“. Nach mehrjähriger Tätigkeit an der Universitätsklinik Wien wurde Schabus 1996 zum Universitätsprofessor für Unfallchirurgie ernannt. Im selben Jahr eröffnete er seine Arztpraxis für Sporttraumatologie und Unfallchirurgie an der Wiener Privatklinik.

## Wissenschaftliche Leistungen
Schabus publizierte Fachartikel zu den Themen arthroskopische Gelenkchirurgie, Sehnenverletzungen und Rehabilitation.

## Ämter und Mitgliedschaften
Er war Mitglied des wissenschaftlichen Beirats der Wiener Privatklinik.

## Publikationen
- mit N. Brandl, J. Holzmann und M. Huettinger: Effects of chondroitin sulfate on the cellular metabolism. In: Adv Pharmacol. 53, 2006, S. 433–447. Review. PubMed PMID 17239779
- mit J. Holzmann, N. Brandl, A. Zemann, S. Marlovits, R. Cowburn und M. Huettinger: Assorted effects of TGFbeta and chondroitinsulfate on p38 and ERK1/2 activation levels in human articular chondrocytes stimulated with LPS. In: Osteoarthritis Cartilage. 14(6), 2006 Jun, S. 519–525. Epub 2006 Feb 24. PubMed PMID 16503173
- mit W. Orljanski, E. Aghayev und I. Zazirnyj: Treatment of focal articular cartilage lesions of the knee with autogenous osteochondral grafts. In: Acta Chir Orthop Traumatol Cech. 72(4), 2005, S. 246–249. Czech. PubMed PMID 16194444
- mit R. K. Kdolsky, B. Al Arabid, M. Fuchs und V. Vécsei: Measuring the pressure pattern of the joint surface in the uninjured knee. In: Wien Klin Wochenschr. 116(5-6), 2004 Mar 31, S. 196–200. PubMed PMID 15088995
- mit W. Orljanski, R. Gaterrer und M. Schurz: Rupture of the extensor pollicis longus tendon after wrist trauma. In: Acta Chir Plast. 44(4), 2002, S. 129–131. PubMed PMID 12661927
- mit T. Muellner, O. Kwasny, V. Loehnert, R. Mallinger, G. Unfried und H. Plenk Jr.: Light and electron microscopic study of stress-shielding effects on rat patellar tendon. In: Arch Orthop Trauma Surg. 121(10), 2001 Nov, S. 561–565. PubMed PMID 11768636
- mit T. J. Voegele, M. Voegele-Kadletz, V. Esposito, K. Macfelda, U. Oberndorfer und V. Vecsei: The effect of different isolation techniques on human osteoblast-like cell growth. In: Anticancer Res. 20(5B), 2000 Sep-Oct, S. 3575–3581. PubMed PMID 11131665
- mit T. Müllner, O. Kwasny, R. Reihsner und V. Löhnert: Mechanical properties of a rat patellar tendon stress-shielded in situ. In: Arch Orthop Trauma Surg. 120(1-2), 2000, S. 70–74. PubMed PMID 10653108
- mit T. Muellner, R. Kdolsky, K. Grossschmidt, O. Kwasny und H. Plenk Jr.: Cyclops and cyclopoid formation after anterior cruciate ligament reconstruction: clinical and histomorphological differences. In: Knee Surgery, Sports Traumatology, Arthroscopy. 7(5), 1999, S. 284–289. PubMed PMID 10525697
- mit T. Muellner, W. Kaltenbrunner, A. Nikolic, M. Mittlboeck und V. Vécsei: Anterior cruciate ligament reconstruction alters the patellar alignment. In: Arthroscopy. 15(2), 1999 Mar, S. 165–168. PubMed PMID 10210073